# 汽車ぽっぽII
『汽車ぽっぽⅡ』は、1990年8月にSANKYOが発売した、線路に見立てた役物内に赤い汽車が配置されているパチンコ機のシリーズ名。
『汽車ぽっぽⅡ』の1機種がある。

## 概要
貯留型の羽根モノタイプ。本機の始動チャッカーは特殊で、本来1チャッカーがあるべき場所に2チャッカーがあり、2チャッカーがあるべき場所には「チャンスチャッカー」がある。通常時は赤い汽車が、Vゾーンへの入賞を阻む状態で止まっている。2チャッカー入賞時に役物内の汽車が左回りで2回転するが、タイミング的にV入賞率は極めて低い。
チャンスチャッカー入賞後は、汽車がゆっくりと回転を始める。この汽車には様々な工夫が凝らされており、V入賞率が通常時に比べて高くなっている。

## スペック
- 汽車ぽっぽⅡ
  - 賞球数 ALL13
  - 大当たり最高継続 8R
  - 最大貯留 5個

## 演出
羽根の開閉時間は0.35秒である。
センター下部のチャンスチャッカーに入賞すると、V入賞まで役物内の赤い汽車が左回転し続ける。大当たり中は駅弁小僧が出現し、下段ステージに最大5個の玉を貯留する。
大当たりになると、汽車がハズレ穴をふさぐ位置で停止し、貯留できるようになる。5カウント目の玉で貯留解除となる。